# 숙의 범씨
숙의 범씨(淑儀 范氏, 1838년 ~ 1883년 음력 12월 26일)는 조선 제25대 군주 철종의 후궁이다.

## 생애
철종의 후궁으로, 금성 범씨 범원식의 딸이다. 철종의 승은을 입고도 별다른 작위가 없이 '궁인 범씨(宮人 范氏)'로만 불리다가, 고종 연간인 1866년(고종 3년) 대왕대비였던 신정왕후 조씨에 의해 종2품 숙의에 봉해졌다. 그리고 이때 그녀가 낳은 딸도 옹주에 봉해져 영숙옹주의 작호를 받았다. 영숙옹주는 훗날 영혜옹주로 개봉되었다.
1863년(철종 14년) 철종이 사망한 후 궐밖에서 딸 영혜옹주와 함께 살았으며, 이때 저택을 짓는데 필요한 금액 및 생활비는 모두 호조에서 지급하였다.
1883년(고종 20년) 음력 12월 26일 46세를 일기로 사망하였다. 상사에 필요한 물건이 호조로부터 지급되었으며, 현재의 서울특별시 서대문구 홍은동에 안장되었다. 이후 그녀의 묘는 1969년 경기도 고양시 덕양구 원당동에 있는 서삼릉 경내의 후궁 묘역으로 이장하였으며, 1970년 5월 26일에는 서삼릉과 함께 대한민국의 사적 제200호로 지정되었다.
철종과의 사이에서 딸 영혜옹주를 낳았다. 철종은 정비인 철인왕후를 비롯한 여러 비빈에게서 여러 자식을 두었으나 모두 요절하고 영혜옹주만이 살아 남아 박영효에게 하가하였다. 하지만 영혜옹주도 하가한지 3개월만인 1872년(고종 9년) 음력 7월 4일 자식도 얻지 못한 채 14세의 어린 나이로 사망하였다. 이로써 철종의 후계는 완전히 끊어지게 된다.

## 가족 관계
- 아버지 : 범원식(范元植, 생몰년 미상)
- 시아버지 : 전계대원군(全溪大院君, 1785~1844)
  - 남편 : 제25대 철종(哲宗, 1831~1863, 재위:1849~1863)
    - 딸 : 영혜옹주(永惠翁主, 1859~1872) - 박영효에게 하가

## 관련 작품

### 텔레비전 드라마
- 1975년 TBC 《임금님의 첫사랑》 - 배역 : 윤초희
- 1990년 MBC 《대원군》 - 배역 : 채시라